# Ricky Easterling
Ricky Easterling II (* 8. November 1983 in Baltimore) ist ein US-amerikanisch-deutscher Basketballtrainer und -spieler. Im November 2020 nahm er die deutsche Staatsbürgerschaft an.

## Laufbahn

### Spieler
Easterling aus Baltimore im US-Bundesstaat Maryland spielte Basketball an der örtlichen Dundalk High School. Von 2001 bis 2005 erzielte der 1,89 Meter große Aufbauspieler für die Mannschaft des Bridgewater College (dritte NCAA-Division) insgesamt 1676 Punkte und setzte sich mit diesem Wert auf den fünften Platz in der ewigen Bestenliste der Hochschule aus dem Bundesstaat Virginia. In seiner Abschlusssaison 2004/05 kam er auf einen Mittelwert von 20,5 Punkten je Begegnung. Easterling war als Student auch Mitglied der Leichtathletikmannschaft des Bridgewater College und machte sich als Hochspringer (Bestwert: 2,14 Meter) einen Namen. 2022 wurde er in die Ruhmeshalle der Hochschule aufgenommen.
In der Saison 2006/07 bestritt Easterling an der Seite seines früheren Mannschaftskameraden vom Bridgewater College, Clay Michael, zwei Spiele für den deutschen Oberligisten TSG Reutlingen und erzielte im Mittel 18 Punkte je Begegnung. Danach wechselte er zu den Bergheim Bandits in die 1. Regionalliga West, für die er bis zum Ende desselben Spieljahres auflief.
2007 ging Easterling zum TV 1872 Saarlouis, bei dem auch sein Landsmann und vorheriger Bergheimer Trainer Chris Cummings angeheuert hatte. Mit Easterling als bestem Korbschützen der Liga (33,1 Punkte je Begegnung) stieg Saarlouis 2008 als Meister der 2. Regionalliga Südwest-Nord in die 1. Regionalliga auf. In der Spielzeiten 2008/09 (28 Punkte je Begegnung), 2009/10 (32,3 Punkte je Begegnung), 2010/11 (23,8 Punkte je Begegnung), 2011/12 (34,5 Punkte je Begegnung), 2012/13 (29 Punkte je Begegnung) und 2013/14 (26,9 Punkte je Begegnung) stand er jeweils auch in der 1. Regionalliga Süd-West auf dem ersten Platz der Korbschützenliste. 2014 gelang ihm mit Saarlouis als Meister der 1. Regionalliga der Aufstieg in die 2. Bundesliga ProB. Easterling kam in der dritthöchsten deutschen Spielklasse in der Saison 2014/15 auf 28 Einsätze, in denen er einen Mittelwert von 22,9 Punkte verbuchte und damit bester Korbschütze der Liga war. Im Spieljahr 2015/16 steigerte er den Wert in der 2. Bundesliga ProB auf 23,6 Punkte je Begegnung, wodurch er wiederum an erster Stelle der ProB-Korbschützenliste stand, verpasste mit Saarlouis jedoch den Klassenerhalt.
Nach dem Abstieg verließ Easterling den Verein und stand in der Saison 2016/17 bei der BG Karlsruhe (ebenfalls 2. Bundesliga ProB) unter Vertrag. Dort lag sein Punktedurchschnitt mit 14,3 unter seinen Saarlouiser Werten. Ab 2017 spielte Easterling für die SG DJK Saarlouis-Roden/BBF Dillingen in der 1. Regionalliga. In der Saison 2017/18 brachte es der Aufbauspieler mit 24,4 erneut auf einen hohen Punktedurchschnitt. Auch in den folgenden Jahren wartete Easterling in derselben Liga mit Mittelwerten von mehr als 20 auf. 2019/20 war er abermals Erster (24,9 Punkte je Begegnung) der Korbschützenliste der 1. Regionalliga Süd-West. Noch 2022/23 gehörte Easterling mit 24 Punkten je Begegnung zu den angriffsstärksten Spielern der höchsten deutschen Amateurliga.
Ab Dezember 2023 spielte er neben seiner Trainerarbeit wieder für den Regionalligaverein SG DJK Saarlouis-Roden/BBF Dillingen.

### Trainer
Neben seiner Spielerlaufbahn betätigte sich Easterling bei der SG DJK Saarlouis-Roden/BBF Dillingen als Trainer im Jugend- und Damenbereich. 2021 wurde er Co-Trainer des Damen-Bundesligisten Saarlouis Royals und Anfang März 2023 zum Cheftrainer befördert. 2023 machte Easterling in Saarlouis seinen früheren Trainer Chris Cummings zu seinem Assistenten. Easterling musste im November 2023 das Traineramt in Saarlouis abgeben, nachdem man aus den ersten sechs Saisonspielen nur einen Sieg geholt hatte. Noch im selben Monat wurde Easterling als neuer Cheftrainer der Herrenmannschaft des abstiegsbedrohten luxemburgischen Erstligisten BBC Gréngewald Hueschtert vorgestellt. Er verfehlte mit der Mannschaft im Frühling 2024 den Klassenerhalt und erhielt vom Verein die Aufgabe, als Trainer den Neuaufbau in der zweiten Liga zu leiten.